# Bentley Brooklands Coupé
La Bentley Brooklands Coupé è un'autovettura gran turismo prodotta dalla Bentley dal 2008 al 2010 e ha sostituito la precedente Continental R.
La produzione ha avuto una durata molto breve con una realizzazione di soli 550 esemplari. All'epoca del suo lancio si poneva come modello di punta della casa, accanto alla berlina Arnage.
È stata sostituita dalla Continental GT (già presente nel listino dal 2003): un modello completamente nuovo, che ha segnato un punto di svolta della casa automobilistica.

## Caratteristiche tecniche
È un'automobile a passo corto a cinque posti, presentata al salone di Ginevra nel 2007. Si può considerare un modello di transizione in vista di ciò che diverrà una rinascita della Bentley a seguito dell'acquisizione da parte del Gruppo Volkswagen. La somiglianza con la Continental R e con la 2ª serie della Azure di cui condivide ancora alcune parti meccaniche, è infatti ancora il retaggio dei vecchi modelli concepiti sotto il controllo della Rolls-Royce.

Eredita il suo nome dalla precedente ammiraglia sostituita dalla Arnage, tuttavia è una vettura assai diversa. Essa si caratterizza per il poderoso propulsore V8 che risultava essere il più potente costruito sino ad allora, che consentiva una velocità massima dichiarata di 297 Km/h, con un'accelerazione da 0 a 100 km/h in 5 secondi e con una velocità di arresto delle migliori tra tutte le Bentley.